# Pallacanestro Cantù 2018-2019
Questa voce raccoglie le informazioni riguardanti la Pallacanestro Cantù nelle competizioni ufficiali della stagione 2018-2019.

## Stagione
La stagione 2018-2019 della Pallacanestro Cantù sponsorizzata Red October e dal 9 dicembre Acqua San Bernardo, è la 62ª nel massimo campionato italiano di pallacanestro, la Serie A.
Per la composizione del roster, dopo il cambiamento alle regole dei format per la formazione delle squadre, si decise di optare per la scelta della formula del 6+6, con 6 giocatori stranieri provenienti da qualsiasi paese e 6 giocatori di formazione italiana.

## Organigramma societario
Aggiornato al 9 agosto 2018.
- Presidente: Irina Gerasimenko
- Amministratore delegato: Roman Popov
- Senior Advisor: Angelo Zomegnan
- Team Manager: Diego Fumagalli
- Ufficio Stampa: Alessandro Palermo
- Amministrazione: Cristina Roncoroni
- Addetto agli arbitri: Carlino Cattaneo

- Allenatore: Nicola Brienza
- Assistenti: Ugo Ducarello
- Addetto statistiche / Instant replay: Guido Corti
- Preparatore Atletico: Oscar Pedretti
- Responsabile Medico: Federico Casamassima
- Medico: Fabrizio Orsenigo
- Fisioterapista: Marco Mascheroni

## Roster
Aggiornato al 8 novembre 2018.
| Red October Cantù 2018-19 | Red October Cantù 2018-19 |
| Giocatori                 | Staff tecnico             |
| ------------------------- | ------------------------- |

| N. | Naz.                                        | Ruolo | Nome                   | Anno | Alt.   | Peso   |  |
| -- | ------------------------------------------- | ----- | ---------------------- | ---- | ------ | ------ |  |
| 0  | Stati Uniti (bandiera)                      | G     | Frank Gaines           | 1990 | 191 cm | 88 kg  |  |
| 1  | Stati Uniti (bandiera)                      | AP    | Tony Mitchell          | 1989 | 198 cm | 98 kg  |  |
| 3  | Stati Uniti (bandiera)                      | GA    | Omar Calhoun           | 1993 | 196 cm | 91 kg  |  |
| 3  | Stati Uniti (bandiera)                      | PG    | Tony Carr              | 1997 | 196 cm | 91 kg  |  |
| 4  | Stati Uniti (bandiera)                      | G     | Gerry Blakes           | 1993 | 193 cm | 88 kg  |  |
| 5  | Stati Uniti (bandiera) · Nigeria (bandiera) | AC    | Ike Udanoh (C)         | 1989 | 202 cm | 107 kg |  |
| 7  | Italia (bandiera)                           | G     | Biram Baparapè         | 1997 | 192 cm | 75 kg  |  |
| 8  | Italia (bandiera)                           | G     | Salvatore Parrillo (C) | 1992 | 190 cm | 75 kg  |  |
| 9  | Stati Uniti (bandiera)                      | AG    | Shaheed Davis          | 1994 | 206 cm | 95 kg  |  |
| 10 | Italia (bandiera)                           | PG    | Maurizio Tassone       | 1990 | 192 cm | 92 kg  |  |
| 11 | Italia (bandiera)                           | AP    | Andrea La Torre        | 1997 | 204 cm | 94 kg  |  |
| 17 | Italia (bandiera)                           | C     | Luca Pappalardo        | 1999 | 204 cm | 92 kg  |  |
| 23 | Italia (bandiera)                           | C     | Francesco Quaglia      | 1988 | 207 cm | 100 kg |  |
| 33 | Stati Uniti (bandiera)                      | A     | Tyler Stone            | 1991 | 203 cm | 104 kg |  |
| 41 | Stati Uniti (bandiera)                      | AG    | Davon Jefferson        | 1986 | 204 cm | 100 kg |  |
| 45 | Brasile (bandiera) · Italia (bandiera)      | AG    | Jonathan Tavernari     | 1987 | 197 cm | 99 kg  |  |
|    | Italia (bandiera)                           | G     | Lorenzo Olgiati        | 1999 | 195 cm | 86 kg  |  |

| Allenatore |
| - Evgenij Pašutin (fino al 30 gennaio) - Nicola Brienza (dal 30 gennaio) |
| Assistente/i |
| - Kyryll Bol'šakov (fino al 30 novembre) - Nicola Brienza (fino al 30 gennaio) - Ugo Ducarello (dal 26 febbraio) - Antonio Visciglia (dal 27 febbraio) Legenda - (C) Capitano - (IN) Inattivo - Infortunato Roster |

## Mercato

### Sessione estiva
| Acquisti | Acquisti           | Acquisti         | Acquisti          | Acquisti      |
| R.       | Nome               | da               | Data              | Modalità      |
| -------- | ------------------ | ---------------- | ----------------- | ------------- |
| ALL      | Evgenij Pašutin    | Avtodor Saratov  | 7 giugno 2018     | definitivo    |
| AC       | Ike Udanoh         | Astana           | 11 giugno 2018    | definitivo    |
| ALL      | Nicola Brienza     | Orlandina        | 12 giugno 2018    | definitivo    |
| AG       | Shaheed Davis      | Čerkasy Mavpy    | 13 giugno 2018    | definitivo    |
| G        | Frank Gaines       | Henan Elephants  | 14 giugno 2018    | definitivo    |
| GA       | Omar Calhoun       | Espoo United     | 15 giugno 2018    | definitivo    |
| C        | Curtis Nwohuocha   | Scaligera Verona | 22 giugno 2018    | fine prestito |
| G        | Gerry Blakes       | Norrk. Dolphins  | 17 luglio 2018    | definitivo    |
| C        | Francesco Quaglia  | Derthona Basket  | 24 luglio 2018    | definitivo    |
| AG       | Jonathan Tavernari | Dinamo Sassari   | 26 luglio 2018    | definitivo    |
| AP       | Tony Mitchell      | Free agent       | 20 agosto 2018    | definitivo    |
| G        | Biram Baparapè     | USE Empoli       | 18 settembre 2018 | fine prestito |
| AG       | Davon Jefferson    | Cap. de Arecibo  | 2 ottobre 2018    | definitivo    |

| Cessioni | Cessioni          | Cessioni          | Cessioni       | Cessioni       |
| R.       | Nome              | a                 | Data           | Modalità       |
| -------- | ----------------- | ----------------- | -------------- | -------------- |
| AC       | Charles Thomas    | Free agent        |                | fine contratto |
| P        | Jaime Smith       | Dinamo Sassari    | 7 giugno 2018  | fine contratto |
| ALL      | Giuseppe Di Paolo | Pall. Reggiana    | 12 giugno 2018 | fine contratto |
| AG       | Giacomo Maspero   | Scaligera Verona  | 22 giugno 2018 | fine contratto |
| C        | Curtis Nwohuocha  | Trapani Shark     | 22 giugno 2018 | prestito       |
| ALL      | Marco Sodini      | Orlandina         | 25 giugno 2018 | fine contratto |
| AC       | Christian Burns   | Olimpia Milano    | 28 giugno 2018 | fine contratto |
| PG       | David Cournooh    | Virtus Bologna    | 30 giugno 2018 | fine contratto |
| AG       | Perry Ellis       | s.Oliver Wurzburg | 17 luglio 2018 | fine contratto |
| C        | Andrea Crosariol  | Bakery Piacenza   | 23 agosto 2018 | fine contratto |
| G        | Jeremy Chappell   | N.B. Brindisi     | 27 agosto 2018 | fine contratto |
| PG       | Randy Culpepper   | Anyang K.G.C.     | 1 ottobre 2018 | fine contratto |

### Dopo l'inizio della stagione
| Acquisti | Acquisti        | Acquisti           | Acquisti         | Acquisti   |
| R.       | Nome            | da                 | Data             | Modalità   |
| -------- | --------------- | ------------------ | ---------------- | ---------- |
| AP       | Andrea La Torre | Olimpia Milano     | 8 novembre 2018  | definitivo |
| PG       | Tony Carr       | Auxilium Torino    | 26 febbraio 2019 | definitivo |
| ALL      | Ugo Ducarello   | Free agent         | 26 febbraio 2019 | definitivo |
| A        | Tyler Stone     | Enisey Krasnojarsk | 27 febbraio 2019 | definitivo |

| Cessioni | Cessioni           | Cessioni            | Cessioni         | Cessioni                |
| R.       | Nome               | a                   | Data             | Modalità                |
| -------- | ------------------ | ------------------- | ---------------- | ----------------------- |
| AP       | Omar Calhoun       | Free agent          | 18 ottobre 2018  | risoluzione consensuale |
| AG       | Jonathan Tavernari | Scafati Basket      | 29 novembre 2018 | risoluzione consensuale |
| ALL      | Kyryll Bol'šakov   | Free agent          | 30 novembre 2018 | risoluzione consensuale |
| ALL      | Evgenij Pašutin    | Avtodor Saratov     | 30 gennaio 2019  | dimissioni              |
| C        | Ike Udanoh         | Scandone Avellino   | 25 febbraio 2019 | definitivo (25.000 $)   |
| AP       | Tony Mitchell      | Pistoia Basket      | 28 febbraio 2019 | risoluzione consensuale |
| C        | Francesco Quaglia  | Fortitudo Agrigento | 1 marzo 2019     | risoluzione consensuale |

## Risultati

### Serie A

#### Stagione regolare

##### Girone d'andata
| Arbitri: | Sabetta (Termoli) Quarta (Torino) Pepponi (Assisi) |

|                             |            |                               |
| Green 32 Cole 21 Nichols 15 | Punti      | 19 Udanoh 17 Gaines 14 Blakes |
| Cole 13                     | Assist     | 7 Blakes                      |
| Green 15                    | Rimbalzi   | 7 Davis, Udanoh               |
| Nenad Vučinić               | Allenatori | Evgenij Pašutin               |

| Arbitri: | Martolini (Roma) Di Francesco (Teramo) Paglialunga (Massafra) |

|                                                    |            |                                        |
| Mitchell 17 Gaines, Jefferson 16 Blakes, Udanoh 13 | Punti      | 15 Flaccadori, Mian 10 Hogue 9 Pascolo |
| Udanoh 8                                           | Assist     | 6 Forray                               |
| Udanoh 13                                          | Rimbalzi   | 7 Hogue                                |
| Evgenij Pašutin                                    | Allenatori | Maurizio Buscaglia                     |

| Arbitri: | Biggi (Sarmato) Grigioni (Roma) Nicolini (Palermo) |

|                                 |            |                                    |
| Crawford 21 Ricci 20 Mathiang 8 | Punti      | 25 Jefferson 22 Gaines 12 Mitchell |
| Saunders 3                      | Assist     | 5 Mitchell                         |
| Mathiang 8                      | Rimbalzi   | 10 Udanoh                          |
| Romeo Sacchetti                 | Allenatori | Evgenij Pašutin                    |

| Arbitri: | Paternicò (Piazza Armerina) Borgioni (Roma) Vita (Ancona) |

|                                 |            |                                 |
| Mitchell 36 Gaines 20 Udanoh 14 | Punti      | 41 Ledo 14 Butterfield 11 Elonu |
| Jefferson, Mitchell 5           | Assist     | 7 Ledo                          |
| Jefferson 10                    | Rimbalzi   | 9 Elonu                         |
| Evgenij Pašutin                 | Allenatori | Devis Cagnardi                  |

| Arbitri: | Lanzarini (Bologna) Borgo (Dueville) Giovannetti (Papigno) |

|                           |            |                                    |
| Clark 24 Banks 13 Rush 11 | Punti      | 23 Jefferson 13 Gaines 10 Mitchell |
| Gaffney, Rush 3           | Assist     | 2 Blakes, Mitchell, Udanoh         |
| Brown 9                   | Rimbalzi   | 10 Jefferson, Mitchell             |
| Francesco Vitucci         | Allenatori | Evgenij Pašutin                    |

| Arbitri: | Begnis (Crema) Weidmann (Roma) Nicolini (Palermo) |

|                                        |            |                                    |
| Aradori, Kravić 26 M'Baye 14 Taylor 11 | Punti      | 23 Mitchell 22 Jefferson 16 Udanoh |
| Taylor 12                              | Assist     | 5 Mitchell, Udanoh                 |
| Kravić 8                               | Rimbalzi   | 13 Udanoh                          |
| Stefano Sacripanti                     | Allenatori | Evgenij Pašutin                    |

| Arbitri: | Bettini (Bologna) Morelli (Brindisi) Vicino (Bologna) |

|                                            |            |                                      |
| Gaines 26 Udanoh 24 Jefferson, Mitchell 11 | Punti      | 31 McCree 27 Blackmon 12 Mockevičius |
| Mitchell 7                                 | Assist     | 5 Blackmon                           |
| Udanoh 13                                  | Rimbalzi   | 15 Mockevičius                       |
| Evgenij Pašutin                            | Allenatori | Massimo Galli                        |

| Arbitri: | Lo Guzzo (Catanzaro) Borgo (Dueville) Calbucci (Roma) |

|                                   |            |                               |
| Wright 19 Sanders 16 Fernández 14 | Punti      | 31 Gaines 26 Blakes 16 Udanoh |
| Wright 6                          | Assist     | 4 Gaines                      |
| Strautiņš 5                       | Rimbalzi   | 9 Udanoh                      |
| Eugenio Dalmasson                 | Allenatori | Evgenij Pašutin               |

| Arbitri: | Filippini (Pisa) Martolini (Roma) Bongiorni (Pisa) |

|                                  |            |                                    |
| Jefferson 20 Gaines 16 Udanoh 14 | Punti      | 20 Kuzminskas 19 Gudaitis 15 Burns |
| Jefferson 3                      | Assist     | 6 Micov                            |
| Jefferons, Udanoh 12             | Rimbalzi   | 8 Gudaitis                         |
| Evgenij Pašutin                  | Allenatori | Simone Pianigiani                  |

| Arbitri: | Lanzarini (Bologna) Paglialunga (Taranto) Perciavalle (Torino) |

|                                             |            |                                  |
| Hamilton 17 Beverly 12 Laquintana, Vitali 9 | Punti      | 16 Jefferson 13 Blakes 11 Udanoh |
| Moss 4                                      | Assist     | 4 Mitchell, Udanoh               |
| Beverly 11                                  | Rimbalzi   | 10 Udanoh                        |
| Andrea Diana                                | Allenatori | Evgenij Pašutin                  |

| Arbitri: | Mazzoni (Grosseto) Quarta (Torino) Pepponi (Assisi) |

|                               |            |                           |
| Gaines 25 Blakes 13 Udanoh 12 | Punti      | 21 Bramos 17 Watt 14 Daye |
| Udanoh 5                      | Assist     | 6 Bramos, Daye            |
| Jefferson 9                   | Rimbalzi   | 9 Daye                    |
| Evgenij Pašutin               | Allenatori | Walter De Raffaele        |

| Arbitri: | Paternicò (Piazza Armerina) Boninsegna (Milano) Galasso (Siena) |

|                                 |            |                                        |
| Scrubb 27 Avramović 19 Moore 15 | Punti      | 19 Gaines 12 Mitchell 10 Davis, Udanoh |
| Moore 5                         | Assist     | 3 Gaines, Udanoh                       |
| Avramović 7                     | Rimbalzi   | 8 Mitchell                             |
| Attilio Caja                    | Allenatori | Evgenij Pašutin                        |

| Arbitri: | Sabetta (Termoli) Sardella (Rimini) Pepponi (Assisi) |

|                                  |            |                               |
| Jefferson 25 Blakes 21 Gaines 20 | Punti      | 17 Krubally 14 Bolpin 13 Auda |
| Blakes 8                         | Assist     | 4 Bolpin, Della Rosa          |
| Jefferon 11                      | Rimbalzi   | 11 Krubally                   |
| Evgenij Pašutin                  | Allenatori | Alessandro Ramagli            |

| Arbitri: | Begnis (Crema) Bartoli (Trieste) Belfiore (Napoli) |

|                             |            |                                            |
| Carr 21 McAdoo 19 Hobson 16 | Punti      | 26 Gaines 22 Jefferson 15 Blakes, Mitchell |
| Moore 6                     | Assist     | 9 Mitchell                                 |
| Hobson, McAdoo 7            | Rimbalzi   | 9 Jefferson, Udanoh                        |
| Paolo Galbiati              | Allenatori | Evgenij Pašutin                            |

| Arbitri: | Filippini (Pisa) Attard (Siracusa) Morelli (Brindisi) |

|                                    |            |                                |
| Mitchell 31 Jefferson 24 Gaines 14 | Punti      | 24 Bamforth 20 Thomas 16 Smith |
| Jefferson 5                        | Assist     | 4 Bamforth                     |
| Davis 10                           | Rimbalzi   | 9 Bamforth                     |
| Evgenij Pašutin                    | Allenatori | Vincenzo Esposito              |

##### Girone di ritorno
| Arbitri: | Paternicò (Piazza Armerina) Quarta (Torino) Bongiorni (Pisa) |

|                                  |            |                                      |
| Gaines 21 Blakes 16 Jefferson 15 | Punti      | 19 Sykes 17 Filloy 12 Campani, Young |
| Udanoh 6                         | Assist     | 5 Sykes                              |
| Jefferson 15                     | Rimbalzi   | 8 Young                              |
| Evgenij Pašutin                  | Allenatori | Nenad Vučinić                        |

| Arbitri: | Lo Guzzo (Catanzaro) Vicino (Bologna) Pepponi (Assisi) |

|                                  |            |                                 |
| Marble 19 Gomes 18 Flaccadori 17 | Punti      | Gaines 23 Jefferson 22 Udanh 18 |
| Craft 4                          | Assist     | 5 Jefferson                     |
| Gomes, Hogue 7                   | Rimbalzi   | 9 Jefferson                     |
| Maurizio Buscaglia               | Allenatori | Evgenij Pašutin                 |

| Arbitri: | Baldini (Firenze) Di Francesco (Teramo) Boninsegna (Milano) |

|                                    |            |                                            |
| Jefferson 24 Mitchell 16 Gaines 14 | Punti      | 17 Crawford 12 Mathiang, Saunders 10 Ricci |
| Udanoh 6                           | Assist     | 4 Crawford                                 |
| Jefferson 15                       | Rimbalzi   | 13 Mathiang                                |
| Nicola Brienza                     | Allenatori | Romeo Sacchetti                            |

| Arbitri: | Begnis (Crema) Giovannetti (Papigno) Galasso (Siena) |

|                               |            |                                           |
| Rivers 30 Mussini 14 Allen 11 | Punti      | 32 Jefferson 29 Gaines 8 Mitchell, Udanoh |
| Candi 6                       | Assist     | 7 Gaines                                  |
| Rivers 7                      | Rimbalzi   | 9 Jefferson                               |
| Stefano Pillastrini           | Allenatori | Nicola Brienza                            |

| Arbitri: | Martolini (Roma) Di Francesco (Teramo) Capotorto (Bari) |

|                                         |            |                                          |
| Blakes, Gaines 17 Jefferson 15 Davis 13 | Punti      | 17 Moraschini 12 Brown, Gaffney 11 Banks |
| Carr 7                                  | Assist     | 4 Banks, Moraschini                      |
| Davis 19                                | Rimbalzi   | 4 Rush, Walker                           |
| Nicola Brienza                          | Allenatori | Francesco Vitucci                        |

| Arbitri: | Lo Guzzo (Catanzaro) Weidmann (Roma) Paglialunga (Taranto) |

|                                  |            |                                |
| Jefferson 27 Gaines 23 Blakes 18 | Punti      | 36 Punter 14 Aradori 13 M'Baye |
| Carr 5                           | Assist     | 5 Taylor                       |
| Jefferson 9                      | Rimbalzi   | 7 Kravić                       |
| Nicola Brienza                   | Allenatori | Stefano Sacripanti             |

| Arbitri: | Sahin (Messina) Grigioni (Roma) Vita (Ancona) |

|                                      |            |                                        |
| Mockevičius 21 Blackmon 18 McCree 17 | Punti      | 18 Blakes 16 Gaines 13 Carr, Jefferson |
| Artis, Lyons 3                       | Assist     | 3 Carr                                 |
| Mockevičius 19                       | Rimbalzi   | 13 Stone                               |
| Matteo Boniciolli                    | Allenatori | Nicola Brienza                         |

| Arbitri: | Begnis (Crema) Baldini (Firenze) Quarta (Torino) |

|                             |            |                                         |
| Gaines 25 Stone 12 Davis 11 | Punti      | 21 Dragić 14 Fernández 11 Knox, Sanders |
| Carr 7                      | Assist     | 9 Wright                                |
| Davis 11                    | Rimbalzi   | 8 Knox                                  |
| Nicola Brienza              | Allenatori | Eugenio Dalmasson                       |

| Arbitri: | Martolini (Roma) Vicino (Bologna) Morelli (Brindisi) |

|                                 |            |                                  |
| James 29 Tarczewski 17 Micov 13 | Punti      | 44 Gaines 18 Blakes 11 Jefferson |
| James 7                         | Assist     | 4 Carr                           |
| Brooks, Tarczewski 8            | Rimbalzi   | 13 Davis                         |
| Simone Pianigiani               | Allenatori | Nicola Brienza                   |

| Arbitri: | Rossi (Sansepolcro) Weidmann (Roma) Boninsegna (Milano) |

|                                       |            |                                         |
| Gaines 24 Stone 14 Carr, Jefferson 13 | Punti      | 16 Hamilton 14 Abass, Beverly 11 Vitali |
| Blakes 4                              | Assist     | 6 Vitali                                |
| Stone 15                              | Rimbalzi   | 11 Abass                                |
| Nicola Brienza                        | Allenatori | Andrea Diana                            |

| Arbitri: | Sahin (Messina) Grigioni (Roma) Galasso (Siena) |

|                                      |            |                                  |
| Watt 18 Daye 16 De Nicolao, Tonut 14 | Punti      | 26 Jefferson 20 Gaines 16 Blakes |
| De Nicolao 8                         | Assist     | 6 Blakes                         |
| Bramos 10                            | Rimbalzi   | 12 Davis, Jefferson              |
| Walter De Raffaele                   | Allenatori | Nicola Brienza                   |

| Arbitri: | Paternicò (Piazza Armerina) Quarta (Torino) Nicolini (Palermo) |

|                               |            |                                 |
| Jefferson 19 Stone 16 Carr 14 | Punti      | 24 Avramović 19 Scrubb 9 Archie |
| La Torre, Stone 4             | Assist     | 5 Avramović                     |
| Jefferson 10                  | Rimbalzi   | 6 Archie, Cain                  |
| Nicola Brienza                | Allenatori | Attilio Caja                    |

| Arbitri: | Biggi (Sarmato) Borgo (Dueville) Bongiorni (Pisa) |

|                                                 |            |                                 |
| Mitchell 24 Peak 21 Crosariol, Krubally, Odum 8 | Punti      | 24 Stone 19 Jefferson 12 Blakes |
| Mitchell 8                                      | Assist     | 6 Carr                          |
| Krubally 12                                     | Rimbalzi   | 7 Stone                         |
| Paolo Moretti                                   | Allenatori | Nicola Brienza                  |

| Arbitri: | Begnis (Crema) Di Francesco (Teramo) Calbucci (Roma) |

|                                  |            |                              |
| Gaines 25 Blakes 20 Jefferson 16 | Punti      | 17 Poeta 13 Wilson 12 Cotton |
| Blakes 7                         | Assist     | 4 Hobson                     |
| Stone 10                         | Rimbalzi   | 12 Jaiteh                    |
| Nicola Brienza                   | Allenatori | Paolo Galbiati               |

| Arbitri: | Martolini (Roma) Giovannetti (Papigno) Capotorto (Bari) |

|                                 |            |                                |
| Cooley 19 Polonara 17 Thomas 16 | Punti      | 25 Gaines 24 Jefferson 15 Carr |
| Polonara, Spissu 4              | Assist     | 12 Carr                        |
| Cooley 13                       | Rimbalzi   | 8 Jefferson                    |
| Gianmarco Pozzecco              | Allenatori | Nicola Brienza                 |

### Basketball Champions League
Grazie al settimo posto in classifica ottenuto al termine della stagione precedente la Pallacanestro Cantù ha ottenuto il diritto a partecipare ai turni preliminari di Basketball Champions League 2018-2019.

#### Primo turno
| Squadra       | Gara 1 | Gara 2 | Totale |
| ------------- | ------ | ------ | ------ |
| Pall. Cantù   | 69     | 90     | 159    |
| Szolnoki Olaj | 68     | 71     | 139    |

| Arbitri: | Calatrava Maricic Kardum |

|                              |            |                                   |
| Gaines 19 Blakes 16 Davis 11 | Punti      | 22 Vojvoda 17 Milošević 12 Andrić |
| Blakes 5                     | Assist     | 4 Airington, Milošević, Vojvoda   |
| Udanoh 12                    | Rimbalzi   | 6 Benke                           |
| Evgenij Pašutin              | Allenatori | Dragan Aleksić                    |

| Arbitri: | Dožai Vladic Krejic |

|                                           |            |                                 |
| Milošević, Vojvoda 16 Murphy 14 Andrić 11 | Punti      | 26 Gaines 21 Blakes 18 Mitchell |
| Milošević, Vojvoda 6                      | Assist     | 5 Gaines                        |
| Murphy 8                                  | Rimbalzi   | 8 Davis                         |
| Dragan Aleksić                            | Allenatori | Evgenij Pašutin                 |

#### Secondo turno
| Squadra        | Gara 1 | Gara 2 | Totale |
| -------------- | ------ | ------ | ------ |
| Pall. Cantù    | 76     | 94     | 170    |
| Anversa Giants | 84     | 100    | 184    |

| Arbitri: | Maestre Cmikiewicz Bittner |

|                                 |            |                                    |
| Gaines 23 Blakes 17 Mitchell 10 | Punti      | 18 Tate 16 Lee, Vanwijn 13 Sanders |
| Blakes 5                        | Assist     | 7 Vanwijn                          |
| Udanoh 10                       | Rimbalzi   | 11 Tate                            |
| Evgenij Pašutin                 | Allenatori | Roel Moors                         |

| Arbitri: | Calik Velikov Liszka |

|                             |            |                                          |
| Dudzinski 18 Lee 17 Tate 15 | Punti      | 25 Mitchell 22 Blakes 17 Calhoun, Gaines |
| Lee 6                       | Assist     | 7 Blakes                                 |
| Kalinoski 9                 | Rimbalzi   | 8 Blakes                                 |
| Roel Moors                  | Allenatori | Evgenij Pašutin                          |

## Statistiche

### Statistiche di squadra
Aggiornate al 16 ottobre 2018.
| Competizione                              | Punti | In casa | In casa | In casa | In casa | In casa | In trasferta | In trasferta | In trasferta | In trasferta | In trasferta | Totale | Totale | Totale | Totale | Totale | Totale |
| Competizione                              | Punti | G       | V       | P       | Ptf     | Pts     | G            | V            | P            | Ptf          | Pts          | G      | V      | P      | Ptf    | Pts    | Diff.  |
| ----------------------------------------- | ----- | ------- | ------- | ------- | ------- | ------- | ------------ | ------------ | ------------ | ------------ | ------------ | ------ | ------ | ------ | ------ | ------ | ------ |
| Serie A                                   | 32    | 15      | 10      | 5       | 1265    | 1254    | 15           | 6            | 9            | 1261         | 1317         | 30     | 16     | 14     | 2526   | 2571   | -45    |
| Basketball Champions League - Preliminari |       | 2       | 1       | 1       | 145     | 152     | 2            | 1            | 1            | 184          | 171          | 4      | 2      | 2      | 329    | 323    | +6     |
| Totale                                    | 32    | 17      | 11      | 6       | 1500    | 1406    | 17           | 7            | 10           | 1445         | 1488         | 34     | 18     | 16     | 2855   | 2894   | -39    |

### Statistiche dei giocatori

#### Serie A
Aggiornate al 16 ottobre 2018.
| Nome               | G  | Pun | Min  | Falli | Falli | Tiri da 2 | Tiri da 2 | Tiri da 2 | Tiri da 3 | Tiri da 3 | Tiri da 3 | Tiri Liberi | Tiri Liberi | Tiri Liberi | Rimbalzi | Rimbalzi | Rimbalzi | Stop | Stop | Palle | Palle | Ass | Val | OER   | +/- |
| Nome               | G  | Pun | Min  | C     | S     | R         | T         | %         | R         | T         | %         | R           | T           | %           | O        | D        | T        | D    | S    | P     | R     | Ass | Val | OER   | +/- |
| ------------------ | -- | --- | ---- | ----- | ----- | --------- | --------- | --------- | --------- | --------- | --------- | ----------- | ----------- | ----------- | -------- | -------- | -------- | ---- | ---- | ----- | ----- | --- | --- | ----- | --- |
| Frank Gaines       | 30 | 609 | 1013 | 105   | 152   | 118       | 207       | 57.0      | 79        | 236       | 33.5      | 136         | 176         | 77.3        | 16       | 79       | 95       | 6    | 12   | 81    | 32    | 77  | 487 | 1.020 | -16 |
| Davon Jefferson    | 29 | 523 | 950  | 79    | 153   | 203       | 337       | 60.2      | 6         | 10        | 60.0      | 99          | 154         | 64.3        | 96       | 158      | 254      | 21   | 16   | 69    | 18    | 70  | 682 | 1.047 | -70 |
| Gerry Blakes       | 30 | 369 | 803  | 95    | 59    | 104       | 201       | 51.7      | 38        | 88        | 43.2      | 47          | 60          | 78.3        | 16       | 90       | 106      | 6    | 19   | 75    | 29    | 88  | 308 | 0.907 | -11 |
| Tony Mitchell      | 18 | 260 | 579  | 58    | 56    | 58        | 133       | 43.6      | 33        | 101       | 32.7      | 45          | 62          | 72.6        | 16       | 76       | 92       | 3    | 5    | 50    | 14    | 70  | 222 | 0.804 | -33 |
| Ike Udanoh         | 18 | 225 | 623  | 38    | 54    | 92        | 154       | 59.7      | 1         | 10        | 10.0      | 38          | 55          | 69.1        | 55       | 107      | 162      | 1    | 9    | 42    | 34    | 77  | 376 | 0.967 | 2   |
| Shaheed Davis      | 29 | 174 | 537  | 50    | 46    | 69        | 144       | 47.9      | 2         | 12        | 16.7      | 30          | 53          | 56.6        | 68       | 101      | 169      | 11   | 11   | 21    | 6     | 11  | 227 | 0.829 | -70 |
| Tyler Stone        | 11 | 113 | 285  | 27    | 12    | 33        | 74        | 44.6      | 14        | 29        | 48.3      | 5           | 5           | 100.0       | 19       | 64       | 83       | 7    | 6    | 11    | 7     | 17  | 139 | 0.899 | 17  |
| Tony Carr          | 10 | 100 | 316  | 25    | 23    | 25        | 61        | 41.0      | 11        | 37        | 29.7      | 17          | 22          | 77.3        | 4        | 34       | 38       | 2    | 3    | 26    | 4     | 53  | 99  | 0.712 | -34 |
| Maurizio Tassone   | 20 | 50  | 276  | 55    | 17    | 7         | 12        | 58.3      | 9         | 31        | 29.0      | 9           | 17          | 52.9        | 3        | 15       | 18       | 0    | 0    | 13    | 7     | 18  | 7   | 0.558 | -32 |
| Andrea La Torre    | 23 | 39  | 293  | 32    | 15    | 5         | 16        | 31.3      | 6         | 22        | 27.3      | 11          | 12          | 91.7        | 8        | 42       | 50       | 1    | 3    | 11    | 9     | 19  | 59  | 0.358 | 31  |
| Salvatore Parrillo | 20 | 27  | 222  | 44    | 5     | 2         | 8         | 25.0      | 7         | 27        | 25.9      | 2           | 2           | 100.0       | 9        | 11       | 20       | 2    | 0    | 3     | 6     | 6   | -7  | 0.455 | -25 |
| Jonathan Tavernari | 7  | 26  | 94   | 15    | 2     | 5         | 8         | 62.5      | 5         | 16        | 31.3      | 1           | 2           | 50.0        | 3        | 13       | 16       | 0    | 1    | 5     | 1     | 5   | 14  | 0.722 | -34 |
| Omar Calhoun       | 1  | 9   | 25   | 0     | 3     | 3         | 9         | 33.3      | 1         | 4         | 25.0      | 0           | 0           | 0.0         | 0        | 2        | 2        | 0    | 3    | 1     | 0     | 2   | 3   | 0.643 | -21 |
| Francesco Quaglia  | 6  | 2   | 30   | 2     | 0     | 1         | 3         | 33.3      | 0         | 1         | 0.0       | 0           | 0           | 0.0         | 1        | 2        | 3        | 0    | 1    | 0     | 0     | 0   | -1  | 0.333 | -7  |
| Biram Baparapè     | 1  | 0   | 2    | 0     | 0     | 0         | 0         | 0.0       | 0         | 0         | 0.0       | 0           | 0           | 0.0         | 0        | 1        | 1        | 0    | 0    | 0     | 0     | 0   | 1   | 0.000 | -1  |
| Luca Pappalardo    | 1  | 0   | 2    | 1     | 0     | 0         | 1         | 0.0       | 0         | 0         | 0.0       | 0           | 0           | 0.0         | 0        | 0        | 0        | 0    | 0    | 0     | 0     | 0   | -2  | 0.000 | -1  |
| Lorenzo Olgiati    | 0  | 0   | 0    | 0     | 0     | 0         | 0         | 0.0       | 0         | 0         | 0.0       | 0           | 0           | 0.0         | 0        | 0        | 0        | 0    | 0    | 0     | 0     | 0   | 0   | 0.000 | 0   |

#### Basketball Champions League
Aggiornate al 5 ottobre 2018
| Nome               | G | Min | Tiri totali | Tiri totali | Tiri totali | Tiri da 2 | Tiri da 2 | Tiri da 2 | Tiri da 3 | Tiri da 3 | Tiri da 3 | Tiri Liberi | Tiri Liberi | Tiri Liberi | Rimbalzi | Rimbalzi | Rimbalzi | Ass | Palle | Palle | Stop | +/- | Val | Pun |
| Nome               | G | Min | R           | T           | %           | R         | T         | %         | R         | T         | %         | R           | T           | %           | O        | D        | T        | Ass | P     | R     | Stop | +/- | Val | Pun |
| ------------------ | - | --- | ----------- | ----------- | ----------- | --------- | --------- | --------- | --------- | --------- | --------- | ----------- | ----------- | ----------- | -------- | -------- | -------- | --- | ----- | ----- | ---- | --- | --- | --- |
| Frank Gaines       | 4 | 120 | 26          | 52          | 50.0        | 11        | 18        | 61.1      | 15        | 34        | 44.1      | 18          | 24          | 75.0        | 4        | 6        | 10       | 9   | 6     | 5     | 1    | 22  | 72  | 85  |
| Gerry Blakes       | 4 | 125 | 28          | 51          | 54.9        | 19        | 35        | 54.3      | 9         | 16        | 56.2      | 11          | 14          | 78.6        | 0        | 15       | 15       | 19  | 9     | 6     | 0    | -2  | 81  | 76  |
| Tony Mitchell      | 4 | 104 | 21          | 49          | 42.9        | 15        | 30        | 50.0      | 6         | 19        | 31.6      | 10          | 12          | 83.3        | 4        | 12       | 16       | 9   | 7     | 3     | 2    | 10  | 51  | 58  |
| Omar Calhoun       | 4 | 114 | 15          | 38          | 39.5        | 11        | 26        | 42.3      | 4         | 12        | 33.3      | 5           | 6           | 83.3        | 4        | 6        | 10       | 8   | 6     | 4     | 0    | -27 | 31  | 39  |
| Ike Udanoh         | 4 | 135 | 15          | 27          | 55.6        | 15        | 26        | 57.7      | 0         | 1         | 0         | 5           | 11          | 45.5        | 11       | 20       | 31       | 8   | 8     | 7     | 5    | 13  | 60  | 35  |
| Shaheed Davis      | 4 | 108 | 12          | 32          | 37.5        | 12        | 30        | 40.0      | 0         | 2         | 0         | 3           | 7           | 42.9        | 12       | 14       | 26       | 1   | 7     | 4     | 1    | 22  | 28  | 27  |
| Jonathan Tavernari | 4 | 66  | 3           | 13          | 23.1        | 0         | 0         | 0         | 3         | 13        | 23.1      | 0           | 0           | 0           | 0        | 10       | 10       | 5   | 2     | 2     | 0    | -5  | 14  | 9   |
| Salvatore Parrillo | 4 | 28  | 0           | 1           | 0           | 0         | 0         | 0         | 0         | 1         | 0         | 0           | 0           | 0           | 2        | 2        | 4        | 1   | 2     | 2     | 0    | 3   | 4   | 0   |
| Francesco Quaglia  | 3 | 11  | 0           | 1           | 0           | 0         | 1         | 0         | 0         | 0         | 0         | 0           | 0           | 0           | 1        | 1        | 2        | 0   | 0     | 0     | 0    | -2  | 1   | 0   |
| Maurizio Tassone   | 2 | 2   | 0           | 0           | 0           | 0         | 0         | 0         | 0         | 0         | 0         | 0           | 0           | 0           | 0        | 0        | 0        | 0   | 0     | 0     | 0    | -4  | 0   | 0   |
| Biram Baparapè     | 0 | 0   | 0           | 0           | 0           | 0         | 0         | 0         | 0         | 0         | 0         | 0           | 0           | 0           | 0        | 0        | 0        | 0   | 0     | 0     | 0    | 0   | 0   | 0   |
| Luca Pappalardo    | 0 | 0   | 0           | 0           | 0           | 0         | 0         | 0         | 0         | 0         | 0         | 0           | 0           | 0           | 0        | 0        | 0        | 0   | 0     | 0     | 0    | 0   | 0   | 0   |